# Caio Mario
Caio Mario és una òpera en tres actes composta per Domenico Cimarosa sobre un llibret italià de Gaetano Roccaforte. S'estrenà al Teatro delle Dame de Roma el carnestoltes de 1780.
És la primera òpera seria de Cimarosa.